# 1678
سنة 1678 كانت سنة بسيطة تبدأ يوم السبت (الرابط يظهر نموذج التقويم الكامل للسنة) من التقويم اليولياني.

## أحداث
- 27 أبريل: تأسيس مدينة سان كارلوس، فنزويلا [الإنجليزية] وتقع حاليا في فنزويلا.

اكتشف اسحاق نيوتن قوانين الحركة

## مواليد
- أنطونيو فيفالدي

## وفيات
- أندرو مارفل
- خيرونيمو لوبو مستكشف برتغالي
- ريتشارد فورد (سياسي) سياسي من المملكة المتحدة
- غيليس غيران فنان فرنسي
- فليبيس فينجبونس مهندس معماري هولندي
- فيسنتي سلفادور غوميز رسام إسباني
- كريستن بانغ قس نرويجي
- كريستوف برنهارد فون غالين
- كلود هاردي رياضياتي فرنسي
- نيكولاس فرينش